# MacArthur Park
MacArthur Park  (ex: Westlake Park) è un parco creato negli anni 1940 nel quartiere di Westlake a Los Angeles negli Stati Uniti. Fu rinominato MacArthur in onore del generale Douglas MacArthur e successivamente anche nominato come Monumento culturale storico della città di Los Angeles.

## Storia

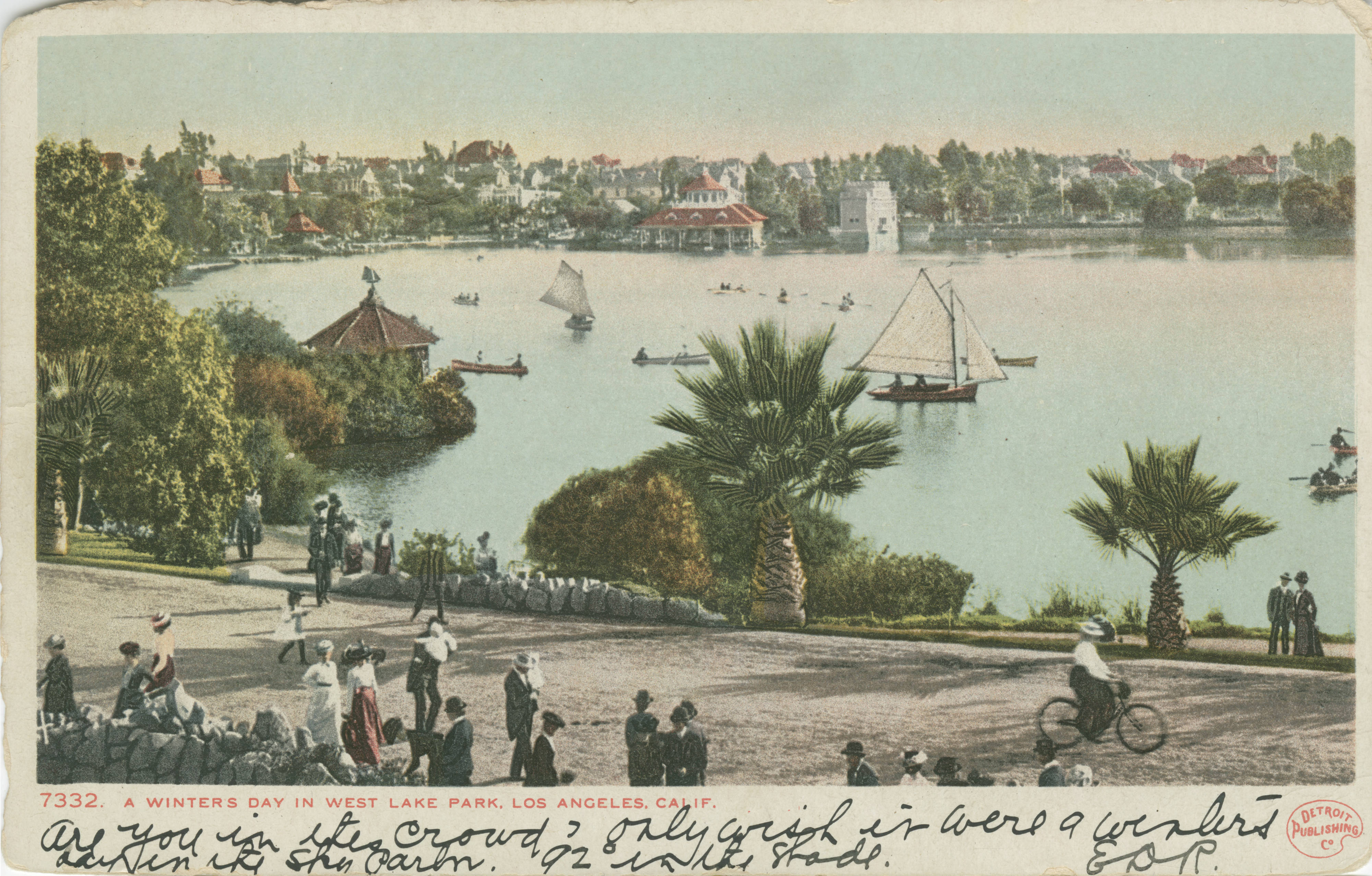
Cartolina del '900

Il parco in origine fu chiamato Westlake Park e fu costruito negli anni '80 del XIX secolo, in maniera simile a Eastlake Park, il cui lago è artificiale. Il 7 maggio 1942 Westlake Park venne rinominato MacArthur Park e Eastlake park fu rinominato in Lincoln Park. Furono costruiti entrambi come serbatoi di acqua potabile collegati al sistema idrico della città Zanja Madre.
Il parco in origine ricevette il nome Henricus Wallace Westlake, dedicato a un fisico canadese che si era trasferito in città nel 1888
A metà del XIX secolo era una palude, ma dalla fine del secolo divenne meta di vacanze, circondato da hotel di lusso. Nella prima parte del XX secolo l'area divenne nome come gli Champs-Élysées di Los Angeles.

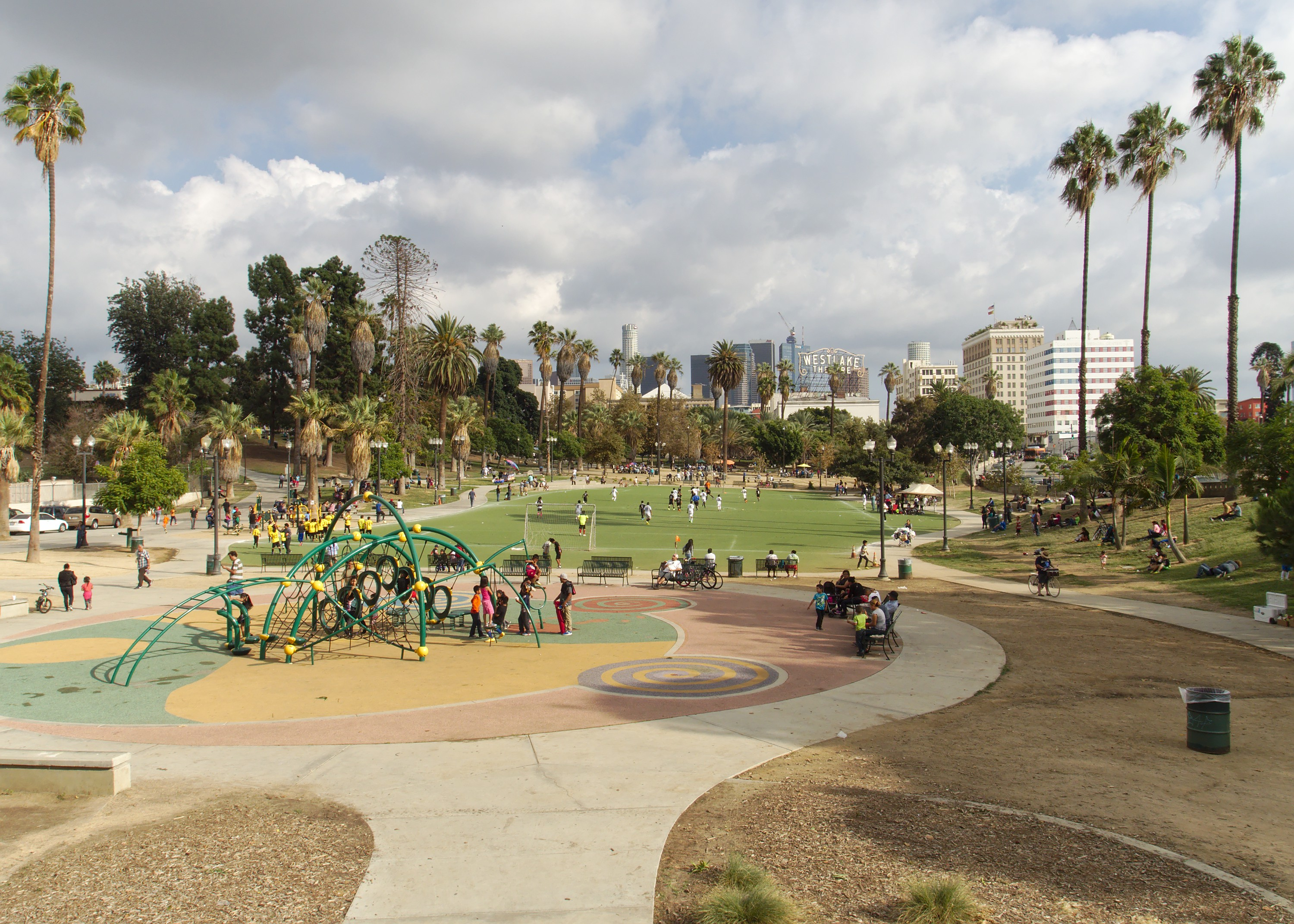
Parte nord del parco nel 2015

### Bande di strada
Nonostante l'omaggio poetico di Jimmy Webb con l'omonima canzone del 1968, l'area dopo il 1985 divenne nota per la violenza, la prostituzione, lo spaccio di droga e le sparatorie, con trenta omicidi nei soli anni '90.
Nel 2002 dei membri della 18th Street Gang hanno picchiato un membro di una gang rivale fino a ridurlo in condizioni critiche. Il giorno successivo i membri della gang rivale approcciarono alcuni componenti della 18th Street Gang e aprirono il fuoco con pistole semi-automatiche, uccidendone due e ferendo una persona di passaggio.
Nel 2008 avvenne una sparatoria durante una festa di compleanno. I membri della 18th Street Gang iniziarono a sparare nella folla contro i membri della banda rivale. Tre persone sono state uccise: un membro della banda, una madre e un bambino.